# Monumento Terra Mãe
O Monumento Terra Mãe é um monumento localizado no município brasileiro de Coronel Fabriciano, no interior do estado de Minas Gerais. Situa-se no Trevo Pastor Pimentel, que é o principal acesso ao interior da cidade, entre os bairros Giovannini e Centro, sendo considerado o marco zero fabricianense.
A imagem foi construída em pó de granito e aço inoxidável pela escultora Wilma Noel, mesma responsável pela elaboração do Monumento "Os Cinco Elementos da Natureza", na Praça da Estação. Simboliza os primórdios do atual Vale do Aço em Coronel Fabriciano, município que é reputado como a "terra mãe" dessa região.

## História
Originalmente, o então prefeito Chico Simões pretendia construir uma praça ao lado do antigo terminal do transporte coletivo urbano municipal (onde hoje está situada a Praça da Estação), local onde o marco seria erguido e inaugurado em homenagem aos 50 anos de Coronel Fabriciano em 1999, após ter sido adquirido pela administração municipal. O projeto não procedeu e a mando do prefeito sucessor, Paulo Almir Antunes, o monumento foi então instalado no viaduto da cidade, sendo inaugurado em homenagem ao 53º aniversário do município em 2002.
Em 12 de maio de 2016, o monumento marcou o ponto de partida do revezamento da tocha dos Jogos Olímpicos na cidade. Foi tombado como patrimônio cultural de Coronel Fabriciano pelo decreto nº 6.967 de 27 de agosto de 2019.

## Descrição
O monumento retrata uma figura feminina com uma criança em seu braço esquerdo, ambas com ausência semblante e de corpo desnudo e simulado, com um arco que se sobressai acima das cabeças indicando triunfo.
Em sua placa de inauguração, consta a seguinte inscrição em caixa alta:

Coronel Fabriciano, mãe jovial, altaneira, sensível, aos 53 anos.
 (Monumento em homenagem à cidade, no 53º aniversário
 de sua emancipação, de autoria da escultora Vilma Nöel,
 inaugurado na administração municipal 2001/2004)

—Placa de inauguração do Monumento Terra Mãe